# 幸せな結婚
『幸せな結婚』（しあわせなけっこん）は、宙出版が発行する日本の隔月刊女性向け漫画雑誌。奇数月4日発売。

## 概要
1冊目は『ウエディング・スペシャル 幸せな結婚 秋号 文月今日子-傑作選-』として1999年9月27日に発売された。1人の作家しか登場しない単発の増刊という現在とは異なるスタイルだった。全く同じスタイルの増刊として1999年4月23日に発売された『ウエディング・スペシャル 文月今日子傑作選』（Hiミステリー増刊）があり、こちらから派生していると思われる。
翌年には、隔月刊で複数の作家が登場する現在と同様のスタイルで、『恋愛白書スタート!』の増刊誌として発行された。『恋愛白書スタート!』の休刊後は『ワイドショーの女たち』の増刊誌（雑誌コード:19818）として発行されていた。なお母体とした雑誌との（内容・作家などの）関連性は殆どない。第23集（2004年2月号相当）まで発行された後、2004年3月4日発売の4月号より独立創刊した。
6周年記念として、2006年8月号（3巻4号）にて新装刊。2011年4月号より正式に定価を600円から620円と改定した（実際には2008年12月号より特別定価で620円だった。）。2014年1月4日に発売された2014年2月号にて休刊。

## 主な執筆漫画家
- 文月今日子
- 星野めみ
- 原のり子

## 増刊号
- 6月の花嫁 結婚カタログ 幸せな結婚・傑作総集編
- 秋の花嫁 結婚カタログ 幸せな結婚・傑作総集編
- X'masの花嫁 結婚カタログ 幸せな結婚・傑作総集編
- 春風の花嫁 結婚カタログ